# Brieva de Cameros
Brieva de Cameros is een gemeente in de Spaanse provincie en regio La Rioja met een oppervlakte van 46,15 km². Brieva de Cameros telt 52 inwoners (1 januari 2016).

## Demografische ontwikkeling

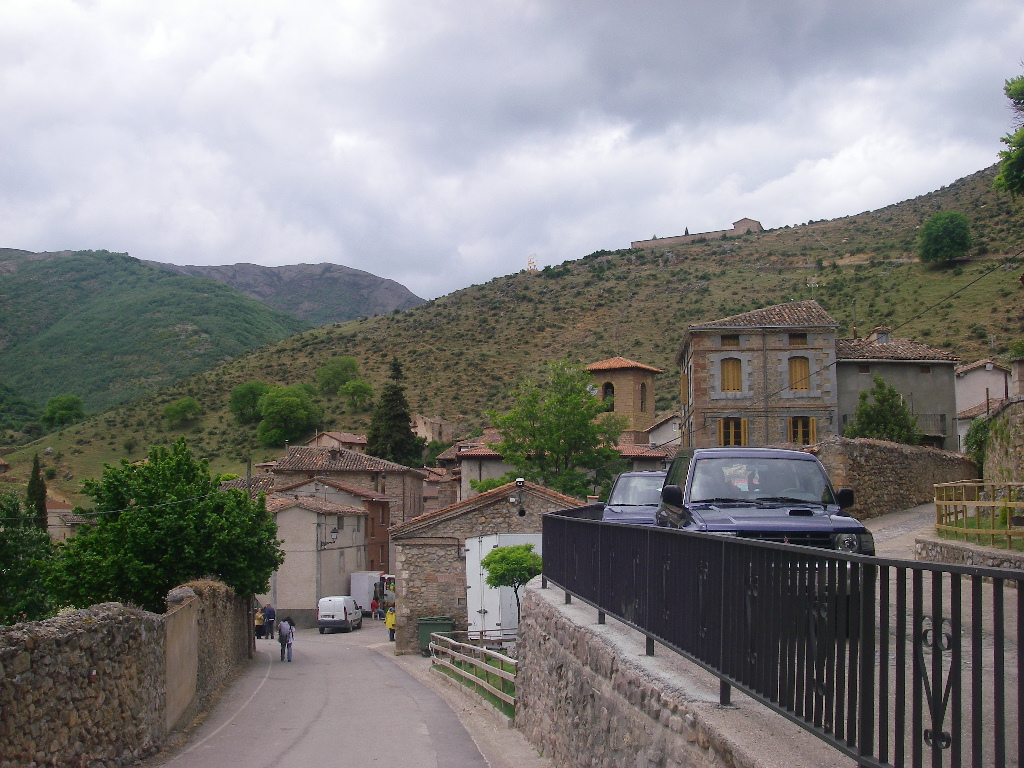

Bron: INE, 1857-2011: volkstellingen